# Siegmund Heinrich Foulkes
Pour les articles homonymes, voir Foulkes.
Siegmund Heinrich Foulkes, né Siegmund Heinrich Fuchs à Karlsruhe le 3 septembre 1898, et mort le 8 juillet 1976 à Londres, est un psychiatre et psychanalyste britannique d'origine allemande. Il s'est particulièrement intéressé à la psychanalyse de groupe.

## Biographie
Siegmund Foulkes, souvent désigné par les initiales de son prénom, S. H. Foulkes, fait ses études de médecine à Heidelberg et obtient son diplôme médical à Francfort. Il est assistant du neurologue Kurt Goldstein pendant deux ans. Celui-ci suit la situation de vétérans de la Première Guerre mondiale, victimes de lésions cérébrales. En 1928, Foulkes est à Vienne, où il poursuit sa formation de psychiatre et se forme auprès de la Société psychanalytique de Vienne. Il est analysé par Helene Deutsch et fait des supervisions avec Eduard Hitschmann et Herman Nunberg. Il regagne ensuite l'Allemagne et dirige la clinique de jour de l'Institut psychanalytique de Francfort dirigé par Karl Landauer, où travaillent également Erich Fromm et Frieda Fromm-Reichmann. 
Fuyant l'Allemagne nazie en 1933, il s'exile en Angleterre, d'abord à Londres, puis à Exeter, où il pratique la psychothérapie psychanalytique de groupes. Il prend la citoyenneté britannique en 1938, et modifie son patronyme en Foulkes. Il travaille également au sein de l'armée britannique, à l'hôpital de Northfield, Birmingham, converti en hôpital militaire durant la Seconde Guerre mondiale et où l'ont précédé Wilfred Bion et John Rickman. Après la guerre, il est didacticien du groupe d'Anna Freud à la Société britannique de psychanalyse et psychothérapeute consultant au Maudsley Hospital,au sud de Londres, où il forme des psychiatres à la psychothérapie individuelle et de groupe. Il participe en 1952 à la fondation de la Group Analytic Society (en), aux côtés d'Elizabeth Foulkes-Marx, son épouse, et de James Anthony (en), Patrick de Maré (en), W. H. R. Iliffe, Jane Abercrombie (en) et Norbert Elias. Il en est le premier président, jusqu'en 1970.
Son livre fondateur, Therapeutic group analysis (1964), est traduit en français en 2004, sous le titre La Groupe-analyse – Psychothérapie et analyse de groupe. Il y développe son approche d'une psychanalyse par le groupe, différente de la « psychanalyse du groupe » de Bion et de la psychanalyse en groupe de Franz Alexander et Alexander Wolf.
Il meurt soudainement, à Londres, le 8 juillet 1976, au cours d'un séminaire.

## Publications
- S. H. Foulkes (trad. de l'anglais), La groupe-analyse : psychothérapie et analyse de groupe, Paris, Petite Bibliothèque Payot, 2004, 478 p. (ISBN 2-228-89896-1)
- Selected Papers of S.H. Foulkes: Psychoanalysis and Group Analysis, éd. scientifique Elizabeth Foulkes, Karnac Books, 1990.